# Il primo uomo (romanzo)
Il primo uomo (Le Premier Homme) è un romanzo autobiografico incompiuto di Albert Camus, pubblicato postumo solamente nel 1994 dall'editore Gallimard per volere della figlia Catherine. La sua stesura avvenne nel 1959, durante l'ultimo anno di vita dell'autore. Romanzo incompiuto, il manoscritto fu trovato tra i rottami dell'auto, il giorno dell'incidente che costò la vita allo scrittore.

## Trama
L'autore ripercorre la propria vita attraverso le impressioni e le emozioni del protagonista Jacques Cormery, che fino alla scuola secondaria era sempre vissuto ad Algeri, in mezzo al mare e ad un sole infuocato: desiderando di ritrovare il ricordo del padre scomparso durante la prima guerra mondiale, egli torna in Algeria per incontrare nuovamente chi l'aveva conosciuto allora.
Vengono descritte tutte le cose fondamentali ed essenziali per il giovane uomo: il suo far parte dei Pieds-noirs, il doloroso amore del figlio nei confronti della madre, l'intensità fisica del suo corpo in formazione (il tutto immerso nella psicologia ampiamente disinibita della fanciullezza), la ricerca di un padre perduto.
Ma è anche la storia del periodo coloniale francese in terra africana, non sempre ospitale nei confronti degli europei.

## Film
Dal libro è stato tratto il film Il primo uomo (Le premier homme) di Gianni Amelio.

## Edizioni italiane
- Il primo uomo, traduzione di Ettore Capriolo, a cura di Catherine Camus, Milano, Bompiani, 1994, ISBN 978-88-452-2317-4.
- Il primo uomo, Collana I grandi tascabili, Milano, Bompiani, 2013, ISBN 978-88-452-9156-2. - Collana Classici contemporanei, Bompiani, 2020, ISBN 978-88-301-0226-2.